# منطقة الحرية
هي منطقة مدارس الثانوية في ولاية فرجينيا
حول منطقة الحرية:
تم تاسيسها في عام 1993 م كجزء من محاولة إعادة تنظيم المنطقة الشمالية، حيث ان أعضاء الميثاق كانوا جميع عبارة عن جميع مدارس مقاطعة فيرفاكس، بما في ذلك: فيرفاكس، تشيرش، جورج سي مارشال، جيمس ماديسون، لانجلي، ماكلين، روبوت أي لي.
تغيرات أعضاء المنطقة:
شهدت المنطقة أكبر تغيير من بين مقاطعات المنطقة الشمالية الاربعة. في عام 1996 م نقلت المقاطعة ليبرتي فولز تشيرش إلى المنطقة الوطنية لاعادة توحيدها مع منافسها الاساسي جيه أي بي.
تم إضافة مدارس براد رن وبارك فيو الثانوية في المقاطعة التي لعبت في المنطقة الشمالية الغربية. عندما افتتحت مدرسة ثانوية جديدة في مقاطعة لودون، في عام 1997 م كان حجم كل من براد رن وبارك فيو الثانوية حجمها الطبيعة تم إضافة ودسون لاعادة توحيدها ضد منافستها فايرفكس.
بالإضافة انه انضمت ساوث ليكس في عام 2003 م إلى المنطقة مما اعاد المنطقة إلى ثماني فرق.
في عام 2005 م مرت المنطقة بتغيير كبير من خلال ازال أعضاء الميثاق فيرفاكس ولي إلى مقاطعتي كونكورد وباتريوت على التوالي. توسعت جغرافية المنطقة بشكل كبير باتجاه الشرق والغرب باضافة جيفرسون الإسكندري في اشبرون من منطقة دالاس، وفي عام 2009 م عادت فيرفاكس إلى المنطقة لكن دبليو تي وودسون انتقل إلى مقاطعة باتريوت. في عام 2015 م غادر ستون برادج الجديدة وذهب توماس جيفرسون مع مارشال إلى إلى المنطقة الوطنية. لكنها اضافت مدارس ارلينغتون في واشنطن ليبرتي ويوركتاون.
تحرير الاعضاء الحاليين:
هيرندون هورنتس من هيرندون
لانجلي ساكسون من ماكلين
ماكلين هايلاندرز من ماكلين
جنوب بحيرات من سي هوكس ريستون
واشنطن ليبرتي جنرالات من ارلينغتون
يوركتاون باتريوتس من ارلينغتون
تحرير الاعضاء السابقين:
متمردو فيرفاكس من فيرفاكس من 1993 م ل 2017 م
برود ران سبارتانز من 1996 م ل 1999 م
جورج سي مارشال 1993 ل 2015
جيمس ماديسون من فيينا من 1993 ل 2015
بارك فيو من 1996 ل 1999
روبورت أي لي لانسرز من سبرينغفيلد من 1993 ل 2005
إعداد: تالا أبو زايد 
منطقة الحرية مدارس